# Mästaren och Margarita
Mästaren och Margarita (rysk originaltitel: Мастер и Маргарита, Master i Margarita) är en roman av Michail Bulgakov, som först publicerades postumt efter hans död, 30 år efter att den skrevs. 

## Bakgrund
Boken utgavs som följetong i tidskriften Moskva 1966–1967, vilken väckte stor uppmärksamhet. Dock publicerades den med talrika strykningar och förkortningar, vilket innebar att 12 procent av texten försvann. Boken kom som samlingsvolym 1967. Boken publicerades först 1973 i sin ocensurerade version. Bulgakov arbetade med Mästaren och Margarita från 1928 och fram till sin död 1940. Texten var praktiskt taget färdigskriven i oktober 1937; därefter skedde redaktionella ändringar. Hustrun Jelena Bulgakova skrev den 1 mars 1938 i dagboken: ”För M.A står nu romanens titel klar ’Mästaren och Margarita’. Något hopp om att få den tryckt finns inte. Trots det redigerar M.A romanen, fortsätter arbeta på den och vill avsluta den i mars. Arbetar på nätterna.” 
I romanen finns svidande kritik av det sovjetiska systemet i romanform. Bulgakov råkade flera gånger i blåsväder, men Josef Stalin uppskattade hans författarskap, särskilt hans pjäs Familjen Turbins dagar och ingrep personligen till författarens förmån.
Mästaren och Margarita är en av de mest lästa ryska 1900-talsromanerna och tillförde en helt ny dimension till den ryska litteraturen. Den har dramatiserats och filmatiserats många gånger.

## Handling
Det huvudsakliga händelseförloppet i romanen utspelar sig i det postrevolutionära Ryssland (Sovjetunionen), i 1930-talets Moskva. Samtidigt berättas en parallell historia om Pontius Pilatus och Joshua Ha-Notsri (Jesus från Nasareth) med inspiration från de kristna evangelierna. 
Romanen inleds med att två framstående herrar, ordförande i en av de stora litterära föreningarna i Moskva (MASSOLIT) Michail Aleksandrovitj Berlioz och poeten Ivan Nikolajevitj Bezdomnyj, promenerar vid Biskopsdammarna. De diskuterar Guds existens, Jesus och det mänskliga ödet, och bägge förfäktar den kommunistsovjetiska synen på att allt övernaturligt är en myt för att trycka ned proletariatet.
Plötsligt lägger sig en tredje herre in i diskussionen. Han presenterar sig som herr Woland, en utländsk artist på turné i Moskva. Främlingen argumenterar och anför Immanuel Kants teori om att Gud verkligen inte existerar. Han frågar därpå retoriskt hur människan kan styra över sitt eget öde om hon inte ens kan förutsäga vad som kommer hända henne samma kväll...
Så rullar den fantastiska historien igång. Romanen som verkar inom magisk realism pendlar mellan slapstick och djupaste allvar, mellan teologiskt djupsinne och svidande satir över de kappvändande ryska litteraturkritikerna. Den ger en helt ny version av mötet mellan Jesus och Pontius Pilatus. Och Mästaren och Margaritas gripande kärlekshistoria. För när Satan kommer till Moskva med sitt anhang kan allt hända.

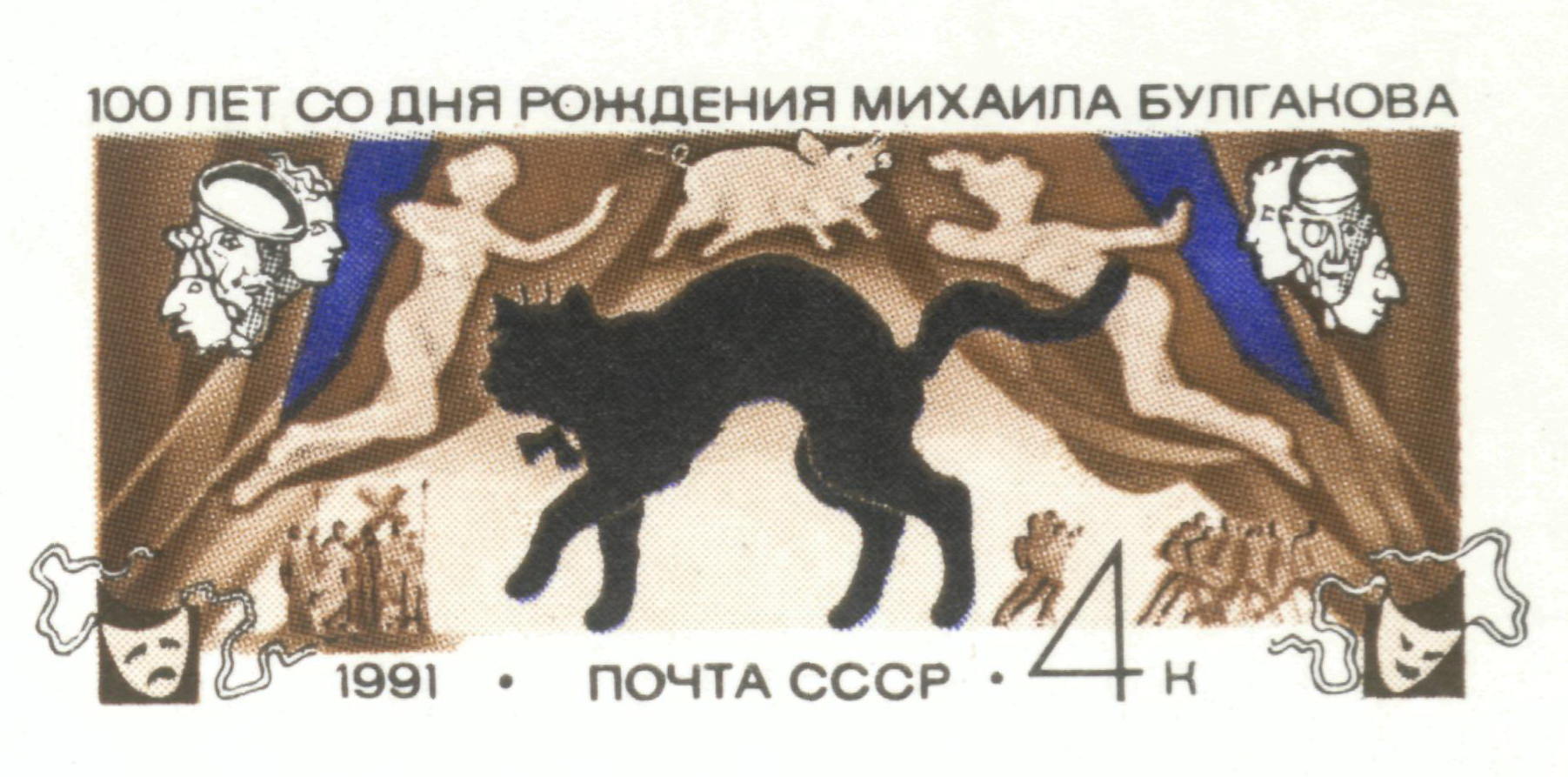
Frimärke från 1991 med motiv ur boken. Katten Behemot är en mytologisk figur som åtföljer professor Woland.

## Persongalleri
Följande personer förekommer i mer än ett kapitel eller är huvudpersoner i ett enstaka kapitel. De presenteras i den ordning som de dyker upp i boken.

### Personer i Moskva
- Michaíl "Misja" Aleksándrovitj Berlióz - ordförande i den litterära föreningen MASSOLIT och redaktör för en stor litterär tidskrift. Hamnar, som Woland förutspått, under en spårvagn och får huvudet avhugget. Delar efternamn med den franske kompositören Hector Berlioz.
- Iván Nikolájevitj Ponyrjóv - poet som skriver under pseudonymen Bezdómnyj, vilket på ryska betyder hemlös. Bevittnar olyckan då Berlioz dör, anses bli tokig och spärras in på Stravinskijs psykiatriska klinik där han senare möter mästaren.
- Annusjka "Pesten" - spiller solrosolja på gatan som Berlioz halkar när han hamnar under spårvagnen.
- Archibald Archibaldovitj - restaurangchef vid Gribojedovklubben.
- Alexander Rjúchin - poet och medlem i MASSOLIT. En av de tre som transporterar Bezdómnyj till den psykiatriska kliniken. Beskriver Bezdómnyjs symptom men tvekar sedan på om Bezdómnyj verkligen är sjuk.
- Doktor Stravínskij - chef för en psykiatrisk klinik strax utanför Moskva, där flera av bokens huvudpersoner hamnar.
- Stepán "Stiópa" Bogdánovitj Lichodéjev - direktör för Varietéteatern och delar lägenhet med Berlioz. Hamnar i Jalta.
- Grigórij Danílovitj Rímskij - Varietéteaterns ekonomichef. Flyr med Leningradexpressen efter möte med vampyren Varenúcha och Hella.
- Georges Bengálskij - konferencier vid Varietéteatern. Får halsen avskuren, men sedan sätts huvudet tillbaka på plats igen.
- Mästaren - har skrivit en bok om Pontius Pilatus. Sitter inspärrad på Stravinskijs psykiatriska klinik där han möter Bezdomnyj.
- Margaríta Nikolájevna - mästarens älskarinna. Är fast i ett äktenskap med en framstående vetenskapsman men tröstar och tar hand om Mästaren innan han hamnar på kliniken.
- Latunskij - kritiker.
- Nikanór Ivánovitj Bosój - ordförande för hyresgästföreningen i huset där Berlioz och Stiopa varit bosatta. Hamnar, precis som Bezdomnyj, på Stravinskijs psykiatriska klinik.
- Iván Savéljevitj Varenúcha - Varietéteaterns förvaltningschef. Förlorar medvetandet när han blir kysst av Hella och blir till en vampyr.
- Vasílij Stepánovitj Lástotjkin - Varietéteaterns bokhållare, försöker förtvivlat leverera kassan från föreställningen då Woland uppträdde till teaterkommissionens ekonomiavdelning.
- Prochór Petróvitj - chef för teaterkommissionen.
- Anna Ríchardovna - Prochor Petrovitjs sekreterare.
- Maksimilián Andréjevitj Poplávskij - Berlioz' farbror från Kiev som försöker ärva Berlioz lägenhet.
- Natálja "Natásja" Prokófjevna - Margaritas tjänsteflicka.
- Nikoláj Ivánovitj - Margaritas granne som bodde i våningen under.
- Baron Meygel  - tjänstgör vid Teaterkommissionen och har till uppgift att visa huvudstadens sevärdheter för gästande utlänningar.
- Aloízij Mogarytj - övertog Mästarens lägenhet.

### Woland och hans följe
- Woland - främling, kallar sig professor i svart magi men visar sig vara Satan i förklädnad.
- Koróvjev/Fagot - har schackrutiga kläder och bär pincené. Presenterar sig ibland som körledare, ibland som tolk.
- Behemot - en stor, svart, talande katt.
- Azazello - liten, rödhårig och bredaxlad man med plommonstop. Skelar med ena ögat.
- Hella - rödhårig naken kvinna. Wolands tjänarinna.
- Abadonna - mager man med mörka glasögon. Visar sig inte förrän det är dags.
- Frieda - ung kvinna i tjugoårsåldern med strålande vacker figur.

### Bibliska figurer
- Pontius Pilatus - Prokurator av Judeen. Tilltalas "hegemon".
- Jesjua Ha-Notsri - "lösdrivare", anklagad för att hetsat folk att förstöra ett tempel. Jesjua Ha-Notsri betyder Jesus från Nasaret på arameiska.
- Marcus Muribellum - centurion, chef för tempelvakten i Jerusalem.
- Levi Matteus - följer Jesjua och nedtecknar det som händer. Skriver, enligt Jesjua, osanningar.
- Josef Kaifas - judisk överstepräst och ledare för Stora Rådet.
- Judas från Keriot
- Afranius - chef för prokuratorns säkerhetstjänst

## Filmatisering
2005 filmatiserades boken som tv-serie i 10 delar av Vladimir Bortko. I Finland visades den i public service-kanalen YLE Teema 2007 och 2009. I Sverige visades den av Axess TV under april 2015. Den har tidigare visats av andra tv-kanaler i Sverige.